# Aysha curumim
Aysha curumim là một loài nhện trong họ Anyphaenidae.
Loài này thuộc chi Aysha. Aysha curumim được Antonio D. Brescovit miêu tả năm 1992.